# فضولی (ساموخ)
فضولی (به لاتین: Füzuli) یک منطقه مسکونی در جمهوری آذربایجان است که در شهرستان ساموخ واقع شده است. فضولی ۱۳۸۹ نفر جمعیت دارد.